# Santa Isabel (Utuado)
Santa Isabel es un barrio ubicado en el municipio de Utuado en el Estado Libre Asociado de Puerto Rico. En el Censo de 2010 tenía una población de 660 habitantes y una densidad poblacional de 47,63 personas por km².

## Geografía
Santa Isabel se encuentra ubicado en las coordenadas 18°15′6″N 66°48′26″O / 18.25167, -66.80722. Según la Oficina del Censo de los Estados Unidos, Santa Isabel tiene una superficie total de 13.86 km², que corresponden a tierra firme.

## Demografía
Según el censo de 2010, había 660 personas residiendo en Santa Isabel. La densidad de población era de 47,63 hab./km². De los 660 habitantes, Santa Isabel estaba compuesto por el 86.06% blancos, el 3.03% eran afroamericanos, el 8.03% eran de otras razas y el 2.88% pertenecían a dos o más razas. Del total de la población el 99.24% eran hispanos o latinos de cualquier raza.